# Michał Szczygieł
Michał Szczygieł (ur. 3 sierpnia 1999 w Nowej Wsi) – polski piosenkarz, autor tekstów i kompozytor.
Finalista programu The Voice of Poland (2017). Wydał jeden album studyjny Tak jak chcę (2021). Popularność przyniosły mu przeboje „Nic tu po mnie”, „Spontan” i „Adrenalina”. Zdobył dwa certyfikaty platynowej, dwa certyfikaty podwójnie platynowej i jeden certyfikat poczwórnie platynowej płyty według ZPAV.

## Życiorys
W dzieciństwie jego głównym zainteresowaniem była piłka nożna. Uczęszczał do II Liceum Ogólnokształcącego w Nowym Sączu.
W 2017 wziął udział w przesłuchaniach do ósmej edycji programu TVP2 The Voice of Poland. W trakcie „przesłuchań w ciemno” zaśpiewał piosenkę Kamila Bednarka „Sailing” i przeszedł dalej, dołączając do drużyny prowadzonej przez Andrzeja Piasecznego. Dotarł do finału, w którym zajął trzecie miejsce w głosowaniu telewidzów. 7 marca 2018 wydał debiutancki singel „Nic tu po mnie”, z którym dotarł do 2. miejsca w zestawieniu AirPlay – Top najczęściej odtwarzanych utworów w polskich rozgłośniach radiowych. Pod koniec sierpnia zaśpiewał w utworze Chiary Grispo „Since You Left Me”.
W styczniu 2019 otrzymał nominację do nagrody polskiego przemysłu fonograficznego Fryderyka w kategorii „utwór roku” (za piosenkę „Nic tu po mnie”). Następnie wydał utwory: „Będzie, co ma być”, „Nie mamy nic” i „Tak jak chcę”. 24 stycznia 2020 wystąpił podczas koncertu charytatywnego Artyści dla Mai, który odbył się w warszawskim klubie „Stodoła”. W sierpniu wydał singel „Spontan”. Nagranie uplasowało się na 7. pozycji na liście najczęściej odtwarzanych piosenek w polskich radiostacjach i zostało certyfikowane złotem. Pod koniec 2020 ukazała się kolejna piosenka „Jakby co”, a w marcu 2021 – „Więcej”.
18 czerwca 2021 nakładem wytwórni Universal Music Polska ukazał się debiutancki album studyjny piosenkarza, zatytułowany Tak jak chcę. 20 lipca 2022 wydał singel „Adrenalina”, który zapowiada drugi album studyjny artysty.

## Dyskografia

### Albumy studyjne
| Rok                                                     | Dane dot. albumu | Najwyższa pozycja na liście | Certyfikat             | Sprzedaż       |
| Rok                                                     | Dane dot. albumu | POL                         | Certyfikat             | Sprzedaż       |
| ------------------------------------------------------- | --- | --------------------------- | ---------------------- | -------------- |
| 2021                                                    | Tak jak chcę - Wydany: 18 czerwca 2021 - Wytwórnia: Universal Music Polska - Format: CD, digital download, streaming          | 31                          | - POL: platynowa płyta | - POL: 30 000+ |
| 2023                                                    | Michał Szczygieł - Wydany: 27 października 2023 - Wytwórnia: Universal Music Polska - Format: CD, digital download, streaming | –                           |                        |                |
| „–” oznacza, że album nie był notowany na danej liście. | |                             |                        |                |

### Albumy kompilacyjne
| Rok  | Dane dot. albumu                                                                                                   |
| ---- | --- |
| 2024 | Letnie bangery - Wydany: 21 czerwca 2024 - Wytwórnia: Universal Music Polska - Format: digital download, streaming |

### Minialbumy
| Rok  | Dane dot. albumu                                                                                                  |
| ---- | --- |
| 2022 | Sky Session EP - Wydany: 2 czerwca 2022 - Wytwórnia: Universal Music Polska - Format: digital download, streaming |

### Single
Jako główny artysta
| Rok | Tytuł                                     | Najwyższe pozycje na listach | Najwyższe pozycje na listach | Najwyższe pozycje na listach | Certyfikat                | Sprzedaż        | Album            |
| Rok | Tytuł                                     | POL (airplay)                | POL (airplay nowości)        | POL (airplay TV)             | Certyfikat                | Sprzedaż        | Album            |
| --- | ----------------------------------------- | ---------------------------- | ---------------------------- | ---------------------------- | ------------------------- | --------------- | ---------------- |
| 2018 | „Nic tu po mnie”                          | 2                            | 3                            | –                            | - POL: 2× platynowa płyta | - POL: 40 000+  | Tak jak chcę     |
| 2018 | „Będzie, co ma być”                       | –                            | –                            | –                            |                           |                 | –                |
| 2019 | „Nie mamy nic”                            | –                            | –                            | –                            |                           |                 | Tak jak chcę     |
| 2020 | „Tak jak chcę”                            | 47                           | 3                            | –                            |                           |                 | Tak jak chcę     |
| 2020 | „Spontan”                                 | 7                            | 1                            | 2                            | - POL: 2× platynowa płyta | - POL: 40 000+  | Tak jak chcę     |
| 2020 | „Jakby co”                                | –                            | –                            | –                            |                           |                 | Tak jak chcę     |
| 2021 | „Więcej”                                  | 14                           | 4                            | –                            |                           |                 | Tak jak chcę     |
| 2021 | „Noga na gaz” (oraz beM8s)                | 27                           | –                            | –                            |                           |                 | Tak jak chcę     |
| 2022 | „Adrenalina”                              | 1                            | 1                            | 4                            | - POL: 2× platynowa płyta | - POL: 100 000+ | Michał Szczygieł |
| 2022 | „Syn koleżanki twojej matki” (oraz Verde) | –                            | –                            | –                            |                           |                 | –                |
| 2023 | „Nowe sytuacje”                           | 21                           | X                            | X                            |                           |                 | Michał Szczygieł |
| 2023 | „Sam sobie wziął”                         | –                            | X                            | X                            |                           |                 | Michał Szczygieł |
| 2023 | „Pocałunek lata”                          | 19                           | X                            | X                            |                           |                 | Michał Szczygieł |
| 2023 | „Wola wygranej”                           | –                            | X                            | X                            |                           |                 | Michał Szczygieł |
| 2023 | „Światło”                                 | –                            | X                            | X                            |                           |                 | Michał Szczygieł |
| 2023 | „Najdalej, gdzie wzrok sięgnie”           | –                            | X                            | X                            |                           |                 | Michał Szczygieł |
| 2024 | „I że czuje się sam” (oraz Julia Rocka)   | –                            | X                            | X                            |                           |                 | Gorset           |
| 2024 | „Ale ja”                                  | 38                           | X                            | X                            |                           |                 | –                |
| 2024 | „Chory”                                   | –                            | X                            | X                            |                           |                 | –                |
| 2025 | „Wariat”                                  | –                            | X                            | X                            |                           |                 | –                |
| 2025 | „Ostatnio”                                | –                            | X                            | X                            |                           |                 | –                |
| 2025 | „Ostatni raz”                             | –                            | X                            | X                            |                           |                 | –                |
| 2025 | „Tylko na mnie patrz”                     | 22                           | X                            | X                            |                           |                 | –                |
| „–” oznacza, że singel nie był notowany na danej liście. „X” oznacza, że lista nie istniała w danym okresie. |                                           |                              |                              |                              |                           |                 |                  |

Jako artysta gościnny
| Rok                                                      | Tytuł                                                            | Najwyższe pozycje na listach | Najwyższe pozycje na listach | Certyfikat                | Sprzedaż       | Album            |
| Rok                                                      | Tytuł                                                            | POL (airplay)                | POL (airplay nowości)        | Certyfikat                | Sprzedaż       | Album            |
| -------------------------------------------------------- | ---------------------------------------------------------------- | ---------------------------- | ---------------------------- | ------------------------- | -------------- | ---------------- |
| 2018                                                     | „Since You Left Me” (Chiara Grispo, gościnnie: Michał Szczygieł) | 12                           | 1                            |                           |                | –                |
| 2019                                                     | „Wystarczy” (Saszan, gościnnie: Michał Szczygieł)                | –                            | –                            |                           |                | Hologram         |
| 2019                                                     | „Wakacje ’99” (Patryk Kumór, gościnnie: Michał Szczygieł)        | –                            | –                            |                           |                | –                |
| 2020                                                     | „Daj mi znać” (Sobel, gościnnie: Michał Szczygieł)               | 13                           | 1                            | - POL: 4× platynowa płyta | - POL: 80 000+ | Kontrast         |
| 2020                                                     | „V.I.B.E.” (Karolina Stanisławczyk, gościnnie: Michał Szczygieł) | –                            | –                            |                           |                | Cliché           |
| 2021                                                     | „Malinowy mus” (Barvinsky, gościnnie: Michał Szczygieł)          | –                            | –                            |                           |                | –                |
| 2021                                                     | „TGV” (Frosti, gościnnie: Michał Szczygieł)                      | –                            | –                            |                           |                | Albert Trapstein |
| 2021                                                     | „Penthouse” (Joda, gościnnie: Michał Szczygieł)                  | –                            | –                            |                           |                | Niepewne jutro   |
| 2021                                                     | „Patrz jak tańczę” (Lowpass, gościnnie: Michał Szczygieł)        | –                            | –                            |                           |                | Lowpass          |
| 2021                                                     | „Lodospady” (Pawbeats, gościnnie: Michał Szczygieł)              | –                            | –                            |                           |                | Nocna            |
| 2021                                                     | „Lunapark” (VBS, gościnnie: Michał Szczygieł)                    | –                            | –                            |                           |                | Lunapark         |
| 2022                                                     | „Twist” (Sabina, gościnnie: Michał Szczygieł)                    | –                            | –                            |                           |                | Bluemental       |
| 2022                                                     | „Planeta Próżnego” (2sty, gościnnie: Michał Szczygieł)           | –                            | –                            |                           |                | Mały Książę      |
| „–” oznacza, że singel nie był notowany na danej liście. |                                                                  |                              |                              |                           |                |                  |

Single promocyjne
| Rok  | Tytuł                                                        | Album          |
| ---- | ------------------------------------------------------------ | -------------- |
| 2020 | „Nice to Meet Ya” (cover)                                    | –              |
| 2021 | „Noga na gaz / Spontan” (oraz Bez Bitu, gościnnie: Moo Late) | –              |
| 2022 | „Jakby co” (Sky Session)                                     | Sky Session EP |
| 2022 | „Spontan” (Sky Session)                                      | Sky Session EP |
| 2022 | „To będzie dobry dzień” (Sky Session)                        | Sky Session EP |
| 2022 | „Z kopyta kulig rwie” (cover)                                | –              |
| 2024 | „Nie chcę udawać”                                            | –              |

### Inne utwory
| Rok  | Tytuł                            | Uwagi                                     | Źródło |
| ---- | -------------------------------- | ----------------------------------------- | ------ |
| 2020 | Emas – Zapomniałem podlać kwiaty | gościnnie śpiew w utworze „Samarki”       | [ 26 ] |
| 2021 | Lowpass – + EP                   | gościnnie śpiew w utworze „Waluta”        | [ 27 ] |
| 2025 | Filip Grodowski – Długie spacery | gościnnie śpiew w utworze „Lubię być sam” | [ 28 ] |

## Teledyski
| Rok       | Tytuł                                 | Reżyseria                                            | Źródło |
| --------- | ------------------------------------- | ---------------------------------------------------- | ------ |
| 2018      | „Nic tu po mnie”                      | Adrian Choduń, Jakub Obuch Paradox                   | [ 29 ] |
| 2018      | „Będzie, co ma być”                   | Sebastian Wełdycz                                    | [ 30 ] |
| 2020      | „Tak jak chcę”                        | –                                                    | [ 31 ] |
| 2020      | „Jakby co”                            | Olga Czyżykiewicz                                    | [ 32 ] |
| 2021      | „Noga na gaz”                         | Kornel Barwiński, Maria Seweryn                      | [ 33 ] |
| 2022      | „Adrenalina”                          | Yoko3 Production                                     | [ 34 ] |
| 2022      | „Syn koleżanki twojej matki”          | Zuzanna Chmielewska, Jakub Nadolny, Kornel Barwiński | [ 35 ] |
| 2023      | „Nowe sytuacje”                       | Wow Pictures                                         | [ 36 ] |
| 2023      | „Pocałunek lata”                      | Rafał Kuczowicz                                      | [ 37 ] |
| 2023      | „Najdalej, gdzie wzrok sięgnie”       | Rafał Kuczowicz                                      | [ 38 ] |
| 2024      | „I że czuje się sam”                  | Dawid Ziemba                                         | [ 39 ] |
| 2024      | „Ale ja”                              | Rafał Kuczowicz                                      | [ 40 ] |
| 2025      | „Tylko na mnie patrz”                 | Rafał Kuczowicz                                      | [ 41 ] |
| Gościnnie |                                       |                                                      |        |
| 2018      | „Since You Left Me”                   | Adrian Choduń, Jakub Obuch Paradox                   | [ 42 ] |
| 2019      | „Wakacje ’99”                         | Konrad Łukasiak                                      | [ 43 ] |
| 2020      | „Daj mi znać”                         | Maciej Pieczykolan                                   | [ 44 ] |
| 2020      | „V.I.B.E.”                            | –                                                    | [ 45 ] |
| 2021      | „Malinowy mus”                        | Ernest Lorek                                         | [ 46 ] |
| 2021      | „TGV”                                 | Borys Bernacki                                       | [ 47 ] |
| 2021      | „Patrz jak tańczę”                    | Konrad Tułak                                         | [ 48 ] |
| 2021      | „Lodospady”                           | Adam Gawenda, Mateusz Dziwis                         | [ 49 ] |
| 2021      | „Lunapark”                            | –                                                    | [ 50 ] |
| 2022      | „Twist”                               | Magdalena Marek, Sabina Karwala, Tomasz Wierzbicki   | [ 51 ] |
| 2022      | „Planeta Próżnego”                    | Adrian Kawa                                          | [ 52 ] |
| Inne      |                                       |                                                      |        |
| 2019      | „Wystarczy” (acoustic version)        | Maksymilian Grela                                    | [ 53 ] |
| 2019      | „Nie mamy nic” (vertical version)     | Maksymilian Grela                                    | [ 54 ] |
| 2020      | „Spontan” (lyric video)               | –                                                    | [ 55 ] |
| 2020      | „Spontan” (acoustic version)          | Dawid Ziemba                                         | [ 56 ] |
| 2021      | „Więcej” (lyric video)                | Dawid Ziemba                                         | [ 57 ] |
| 2021      | „Noga na gaz / Spontan”               | –                                                    | [ 58 ] |
| 2022      | „Jakby co” (Sky Session)              | Jakub Leszko                                         | [ 59 ] |
| 2022      | „Spontan” (Sky Session)               | Jakub Leszko                                         | [ 60 ] |
| 2022      | „To będzie dobry dzień” (Sky Session) | Jakub Leszko                                         | [ 61 ] |
| 2023      | „Wola wygranej” (lyric video)         | Rafał Kuczowicz                                      | [ 62 ] |
| 2023      | „Światło” (lyric video)               | Rafał Kuczowicz                                      | [ 63 ] |

## Nagrody i nominacje
| Rok  | Konkurs                            | Kategoria                          | Rezultat  |
| ---- | ---------------------------------- | ---------------------------------- | --------- |
| 2019 | Fryderyki 2019                     | Utwór roku („Nic tu po mnie”)      | Nominacja |
| 2021 | Top of the Top Sopot Festival 2021 | Bursztynowy Słowik („Noga na gaz”) | Nominacja |